# Shards of Pol Pottery: The 2001 Remixes
Shards of Pol Pottery: The 2001 Remixes – remix-minialbum muzyka Aleca Empire i rapera El-P, który zawiera reprodukcję utworu grupy Handsome Boy Modeling School, "Megaton B-Boy" z albumu So...How's Your Girl?, na którym oryginalnie gościnnie pojawili się obaj artyści. Shards of Pol Pottery: The 2001 Remixes został wydany w 2001 roku przez Digital Hardcore Recordings i zawiera 12 różnych miksów utworu. Na wydanym ekskluzywnie w Japonii minialbumie New World Order EP pojawił się trzynasty miks, nazwany "Funk Mix".

## Lista utworów
CD
1. "Shards of Pol Pottery" (Hard Mix) - 5:11
2. "Shards of Pol Pottery" (A Capella) - 4:53
3. "Shards of Pol Pottery" (Hard Beats) - 4:40
4. "Shards of Pol Pottery" (Hard Beats & Voice) - 5:17
5. "Shards of Pol Pottery" (Hard Instrumental) - 3:50
6. "Shards of Pol Pottery" (String Mix) - 7:01
7. "Shards of Pol Pottery" (String Mix Instrumental) - 7:15
8. "Shards of Pol Pottery" (String Beats) - 4:32
9. "Shards of Pol Pottery" (String Beats & Vocals) - 5:46
10. "Shards of Pol Pottery" (No Wave Mix) - 4:44
11. "Shards of Pol Pottery" (Generation Star Wars Mix) - 4:51
12. "Shards of Pol Pottery" (Black Moon Mix) - 4:48
13. "Rage" (Atari Teenage Riot feat. MC D-Stroy & Tom Morello) (teledysk) - 5:06

12"
1. "Shards of Pol Pottery" (Hard Mix)
2. "Shards of Pol Pottery" (A Capella)
3. "Shards of Pol Pottery" (Hard Beats)
4. "Shards of Pol Pottery" (String Mix)
5. "Shards of Pol Pottery" (String Mix Instrumental)
6. "Shards of Pol Pottery" (String Beats)
7. "Shards of Pol Pottery" (String Beats & Vocals)